# برزوفسکی (شهرستان پانکروشیخینسکی، سرزمین آلتای)
برزوفسکی (به لاتین: Berezovsky) یک منطقهٔ مسکونی در روسیه است که در سرزمین آلتای واقع شده‌است.